# لاري غراهام (سياسي)
لاري غراهام (بالإنجليزية: Larry Graham)‏ هو سياسي أسترالي، ولد في 24 ديسمبر 1950. حزبياً، نشط في حزب العمال الأسترالي. وقد انتخب عضو الجمعية التشريعية لأستراليا الغربية.